# Synoria antiquella
Synoria antiquella är en fjärilsart som beskrevs av Herrich-Schäffer 1852. Synoria antiquella ingår i släktet Synoria och familjen mott. Inga underarter finns listade i Catalogue of Life.